# 北部铁路沿线格利尼克
北部铁路沿线格利尼克（德語：Glienicke/Nordbahn），简称格利尼克（德語：Glienicke，發音：[ˈɡliːnɪkə]），是德国勃兰登堡州上哈弗尔县的市镇，面积4.61平方千米，2023年12月31日人口为12,201人。